# Арабкаево
Арабкаево — посёлок в Ужурском районе Красноярского края России. Входит в состав Приреченского сельсовета.
Когда-то здесь работал гипсовый карьер и посёлок впечатлял своей инфраструктурой. Карьера давно нет, молодёжь уезжает, остались в основном пенсионеры и люди среднего возраста, которым ехать некуда.

## География
Посёлок расположен на левом берегу Чулыма в 40 км к юго-востоку от районного центра Ужур.

## Население
| 2010 |
| ---- |
| 328  |